# Andreas Johnson
Jon Erik Andreas Johnson (Bjärred, Zweden, 22 maart 1970), beter bekend als Andreas Johnson, is een Zweeds singer-songwriter.

## Carrière
Het gezin Johnson verhuisde een aantal keren binnen Zweden, om zich uiteindelijk in een voorstad van hoofdstad Stockholm te vestigen. Andreas zette zijn eerste stappen in de muziekwereld als zanger van Planet Waves, een groepje dat door ruzies al snel splitte. Ze brachten één album uit, getiteld Brutal Awakenings. Na de split begon hij een solocarrière. Zijn debuutalbum was Cottonfish tales.

## Songs
In 1999 al had Johnson een internationale hit met de single Glorious, uit het album Liebling. De song werd in een aantal reclamespots gebruikt, onder andere voor Volvo, Nutella en Vauxhall.
op 1 november 1999 zat Andreas Johnson in het voorprogramma van de Ierse rockband The Cranberries in Ahoy Rotterdam.
In 2002 bracht hij zijn derde album al uit, Deadly happy. Het volgende, Mr. Johnson, Your room is on fire, volgde in 2005 bij het platenlabel Warner Music.
In 2006 werd hij derde in Melodifestivalen 2006, de Zweedse variant van Eurovisiesongfestival-preselecties.
In 2007 bracht hij het album The Collector uit.
Op 24 februari 2007 nam hij opnieuw deel aan Melodifestivalen, dit keer met het liedje A Little Bit Of Love, dat in de finale van de preselectie eindigde. Hij werd deze keer tweede in de preselecties en ging dus weer niet naar het Eurovisiesongfestival. In Vlaanderen kreeg het lied heel wat airplay op de radio.